# Kana Osafune
Kana Osafune (jap. 長船 加奈, Osafune Kana; * 16. Oktober 1989 in Toyonaka) ist eine japanische Fußballspielerin.

## Karriere

### Verein
Sie begann ihre Karriere bei TEPCO Mareeze, wo sie von 2008 bis 2011 spielte. 2011 folgte dann der Wechsel zu Nippon TV Beleza. 2012 folgte dann der Wechsel zu Mynavi Vegalta Sendai Ladies. 2015 folgte dann der Wechsel zu Urawa Reds Ladies.

### Nationalmannschaft
Mit der japanischen Nationalmannschaft qualifizierte sie sich für die U-20-Weltmeisterschaft der Frauen 2008.
Osafune absolvierte ihr erstes Länderspiel für die japanischen Nationalmannschaft am 13. Januar 2010 gegen Dänemark. Sie wurde in den Kader der Asienspiele 2010 berufen. Insgesamt bestritt sie 15 Länderspiele für Japan.

## Errungene Titel
- Nihon Joshi Soccer League Best XI: 2013